# Classe Orka
Ne doit pas être confondu avec classe Orca ou Orka.
La classe Orka est un projet de classe de 4 sous-marins d'attaque conventionnels pour la Marine royale néerlandaise, destiné à remplacer la classe Walrus, en service depuis 1990. 
Appelés Blacksword Barracuda par l’entreprise Naval Group, ces sous-marins sont issus du programme Barracuda, qui coordonne les développements réalisés dans le cadre de la construction des sous-marins nucléaires d'attaque (SNA) français de la classe Suffren.

## Historique
En novembre 2014, la ministre de la Défense néerlandaise, Jeanine Hennis-Plasschaert, annonce des plans visant à remplacer les sous-marins de la classe Walrus par quatre nouveaux sous-marins en 2025. Mais en 2017, il n’y a toujours pas d’accord politique sur le nombre ou le type de nouveaux sous-marins à commander, ni sur les tâches qu’ils étaient censés accomplir. Il semble toutefois certain que les sous-marins de la classe Walrus seront remplacés, car la menace russe est considérée comme une incitation à investir dans une nouvelle classe. Le ministre de la Défense reporte cependant le remplacement de deux ans, jusqu'en 2027. Grosso modo, il y a alors deux groupes au parlement néerlandais : l’un en faveur du remplacement de la classe Walrus par une classe tout aussi performante de grands sous-marins diesel-électriques, et l’autre en faveur du choix d’une solution moins chère de sous-marins diesel-électriques plus petits, similaires aux sous-marins suédois et allemands. On ne sait pas où les nouveaux bateaux seront construits, puisque le chantier naval néerlandais RDM (le seul chantier néerlandais capable de construire des sous-marins) n’est plus en activité.
En mars 2018, la Defensienota (Politique de défense pour les années à venir) révèle que le gouvernement néerlandais prévoyait toujours de remplacer les sous-marins de classe Walrus, avec un budget de plus de 2,5 milliards d’euros alloué pour les nouveaux sous-marins. Des informations supplémentaires sur la manière de procéder au remplacement des besoins sont attendues à la fin de l’année 2018, lorsque la ministre de la Défense néerlandaise, Ank Bijleveld, doit envoyer une lettre dite B au parlement néerlandais. La ministre Bijleveld souligne également dans une entrevue que les nouveaux sous-marins devraient avoir les mêmes capacités que les sous-marins actuels de classe Walrus : la capacité d’opérer et de recueillir des renseignements à la fois dans les eaux peu profondes près de la côte et dans les eaux profondes de l’océan. À la mi-2021, il est indiqué que le plan révisé prévoyait de prendre une décision sur le type de remplacement en 2022 et d’avoir le premier navire en service d’ici 2028, les deux premiers bateaux devant être en service d’ici 2031.
Cependant, en octobre 2021, il est signalé que cet échéancier n’est plus réaliste. Au lieu de cela, le ministère néerlandais de la Défense signale que les dates envisagées devraient être « considérablement ajustées », ce qui aurait probablement un impact sur les dates de mise en service initialement proposées pour les premiers sous-marins. En avril 2022, il est annoncé que le calendrier révisé pour la construction des nouveaux bateaux de remplacement prévoit que les deux premiers navires devraient entrer en service dans la période 2034 à 2037.
Le 16 novembre 2022, la phase suivante du programme est lancée lorsque la Defensie Materieel Organisatie (DMO) remet l’appel d’offres aux trois chantiers restant en compétition. On s’attend alors à ce que les propositions arrivent au cours de l’été 2023 et qu’une décision finale soit prise par la marine à la fin de 2023 ou au début de 2024.

### Concurrents
Le ministère de la Défense a présélectionné trois soumissionnaires, :
- Damen Group et Saab Group ont annoncé en 2015 qu’ils s’associaient pour développer, proposer et construire conjointement des sous-marins de nouvelle génération capables de remplacer les sous-marins actuels de la classe Walrus[14]. Il a été annoncé le 1er juin 2018 que leur conception sera dérivée du sous-marin type A26[15]. Le sous-marin proposé mesure environ 73 mètres de long avec une largeur de 8 mètres. De plus, le déplacement sera d’environ 2900 tonnes, avec un équipage de 34 à 42 membres. L’armement du bâtiment comprend 6 tubes lance-torpilles, et un sas multimission qui peut être utilisé afin de déployer des forces spéciales[15]. Le 28 juillet 2023, ils ont soumis une conception de sous-marin pour le programme de remplacement de la classe Walrus qui s’appelle C718[16]. L’offre comprend le transfert de compétence afin que la Marine royale néerlandaise puisse effectuer elle-même la maintenance et la mise à niveau des sous-marins pendant leur durée de vie[17],[18]

- Naval Group a proposé un modèle issu de sa nouvelle gamme de sous-marins, le programme Barracuda. Il s'agit d'une version plus petite (3 000 tonnes contre 4 500 tonnes) du « Shortfin Barracuda » et appelée « Blacksword Barracuda »[19],[20], construite en collaboration avec le constructeur naval hollandais Royal IHC[21]. En parallèle à cette offre, le constructeur propose aussi un modèle plus classique et moins lourd issu de la classe Scorpène (2 000 tonnes)[22].

- ThyssenKrupp Marine Systems prévoit (à partir de décembre 2019) de proposer un sous-marin de type 212 CD[23].

Le S-80 de l’espagnol Navantia n’a pas été accepté comme candidat à la suite de la lettre B en 2019. En 2022, le ministère de la Défense espagnol a envoyé une lettre à la Defensie Materieel Organisatie (DMO) néerlandaise pour que Navantia soit autorisée à faire une offre à la suite d’un appel d'offres envoyé aux candidats restants, dans lequel certaines des exigences ont changé. Il se murmure que la demande a été refusée par DMO.

### Candidat retenu
Le 15 mars 2024, le secrétaire d’État à la Défense néerlandais, Christophe van der Maat (nl), a officiellement annoncé que Naval Group avait été retenu,,. Avant cette annonce, le nom du gagnant avait déjà fuité dans plusieurs médias, ce qui a provoqué des réactions politiques sur le choix d’un chantier étranger plutôt qu’un chantier néerlandais.
Les noms des nouveaux sous-marins ont également été annoncés par van der Maat. La classe sera connue sous le nom de classe Orka, avec les sous-marins nommés Orka (Orque), Zwaardvis (Espadon), Barracuda et Tijgerhaai (Requin-tigre). Les deux premiers seront livrés dans les dix ans suivant la signature du contrat,,.
Le 11 juin 2024, la décision est confirmée par l'assemblée néerlandaise malgré une forte campagne de presse opposée à ce choix. Le 24 juillet, le recours de TKMS qui concourait pour ce programme, est rejeté par le tribunal de La Haye. Le 10 septembre, un « Accord de coopération industrielle obligatoire » [ICA], d’une valeur d’un milliard d’euros est signé, qui « définit la stratégie de coopération industrielle de Naval Group avec le secteur maritime et de défense néerlandais, impliquant des industries et des centres d’excellence, dans le but de maximiser l’autonomie stratégique ». Le montant du contrat proposé par la Hollande est de 5,6 milliards d’euros, mais Naval Group a fait une offre moins élevée. La signature définitive a lieu le 30 septembre 2024.
Naval Group et ses partenaires auront dix ans pour construire et livrer les deux premiers sous-marins [l’Orka et le Zwaardvis] à la Marine royale néerlandaise. Suivront ensuite le Barracuda et le Tijgerhaai, avant 2039. Ces quatre unités seront produites à Cherbourg.

## Conception
Le Blacksword Barracuda est un sous-marin d’environ 3 000 tonnes. Plus grand que les sous-marins conçus pour des opérations à proximité de leur port d'attache, il peut opérer de manière indépendante pendant de longues périodes loin de son port. C’est un navire de haute mer silencieux, qui hérite des caractéristiques de la classe Suffren de sous-marins nucléaires d'attaque. Il est cependant plus court en raison de sa propulsion conventionnelle. 
Le Blacksword Barracuda est long de 82 mètres, pour 8,2 mètres de diamètre, et il a un déplacement de 3 300 tonnes en plongée. Le navire est équipé de batteries lithium-ion qui offrent de nombreux avantages, en particulier la possibilité d’être rechargées très rapidement, et une grande capacité de stockage d’énergie.
Doté des capteurs et des systèmes de communication les plus récents, il est mieux équipé que ses prédécesseurs pour collecter, analyser et partager des renseignements. Il possède un système de combat sophistiqué et une suite de sonars. Il est notamment doté du système d'armes tactiques (SAT) 3.0 qui sera également déployé à terme sur le futur sous-marin océanique (FSMO), lui aussi destiné à l’exportation. Le système d’armes tactiques est un des systèmes majeurs du sous-marin. Il permet de mettre en œuvre les torpilles, les missiles et les mines afin qu’elles puissent atteindre les cibles désignées. Le Blacksword Barracuda peut emporter une importante charge utile d’armement et a la capacité de lancer des missiles de croisière, ce qui augmente considérablement sa puissance de frappe. Il est notamment capable de missions de renseignement, de déploiement de forces spéciales ou de frappes contre la terre avec des missiles de croisière.
L’appellation « Blacksword Barracuda » est une marque déposée le 24 mai 2018 par Naval Group auprès de l’Institut national de la propriété industrielle (INPI).

## Navires de la classe
| no coque     | Nom              | Constructeur | Première découpe | Pose de la quille | Lancement | Commissionné | Statut  |
| ------------ | ---------------- | ------------ | ---------------- | ----------------- | --------- | ------------ | ------- |
| à déterminer | HNLMS Orka       | Naval Group  |                  |                   |           |              | Annoncé |
| à déterminer | HNLMS Zwaardvis  | Naval Group  |                  |                   |           |              | Annoncé |
| à déterminer | HNLMS Barracuda  | Naval Group  |                  |                   |           |              | Annoncé |
| à déterminer | HNLMS Tijgerhaai | Naval Group  |                  |                   |           |              | Annoncé |